# 沢田昭宏
沢田 昭宏（さわだ あきひろ、1986年〈昭和61年〉3月15日 - ）は、大阪府大阪市出身の競艇選手。大阪府立農芸高等学校卒業。
登録番号4411。身長171cm。血液型AB型。99期。大阪支部所属。同期に、茅原悠紀、大原由子、坂元浩仁らがいる。

## 来歴
- 2006年11月、住之江競艇場での一般競走でデビューするも、デビュー戦で落水し、プロペラで太ももを切る大怪我をしてしまい、その後１年間休業を余儀なくされた。
- 2011年7月、常滑競艇場で行われた第25回半田大賞で初優勝[1]

## 人物・エピソード
- 師匠は原田秀弥
- 中学校では陸上部に入部。最初は長距離を走っていたが、しんどさを理由にハードルに転向した。[2]
- 高校の同級生だった西村歩がやまと学校に入学することになり、それをきっかけに競艇を知った[2]
- ニックネームは「大正のタイガーマスク」[3]